# Шахин Асмайе
«Шахи́н Асмайе́» (дари شاهین آسمایی; пушту شاهین آسمایی‎; англ. Shaheen Asmayee) — афганский футбольный клуб, основанный в августе 2012 года. С момента своего основания регулярно участвует в Афганской Премьер-лиге — высшем футбольном дивизионе Афганистана. В сезоне 2018 года занял второе место и стал серебряным призёром.
Представляет в Афганской Премьер-лиге столицу Афганистана — Кабул и его окрестности. Четырёхкратный чемпион Афганской Премьер-лиги (рекорд), два раза выигрывал серебряные медали этой лиги. Самый титулованный и известнейший футбольный клуб Афганистана новейшего времени.
Название клуба буквально переводится как Со́колы Асмайе́. Распространенным прозвищем клуба соответственно является — со́колы.
В Афганскую Премьер-лигу попал в результате отборочных игр. Часть игроков были отобраны в команду в результате телевизионного кастинг-шоу под названием «Green Field». В первом сезоне Афганской Премьер-лиге в 2012 году занял пятое место. В последующих двух сезонах становился чемпионом, в сезоне 2015 года стал вторым, в сезонах 2016 и 2017 годов снова стал чемпионом Афганской Премьер-лиги, в 2018 году повторил свой результат трехлетней давности — второе место.

## Международные турниры

### Кубок АФК
Так как в сезоне 2016 года «Шахин Асмайе» стал чемпионом Афганской Премьер-лиги, клуб получил право впервые в своей истории и в новейшей истории афганского футбола представлять Афганистан в международном турнире в 2017 году — Кубке АФК — второго по престижу, силе и значимости континентальном клубном турнире в АФК (Азии). Уже в первом предварительном отборочном раунде «Шахин Асмайе» проиграл вице-чемпиону Таджикистана «Хосилоту» с общим счётом 0:1 в двух матчах и вылетел с турнира.
| Сезон | Турнир    | Раунд            | Соперник | Дома | В гостях | Общий счёт |
| ----- | --------- | ---------------- | -------- | ---- | -------- | ---------- |
| 2017  | Кубок АФК | Отборочный раунд | Хосилот  | 0–1  | 0–0      | 0–1        |

### Международный кубок Шейха Камала
В 2017 году, после вылета с Кубка АФК, «Шахин Асмайе» участвовал в Международном кубке Шейха Камала в Бангладеш. В группе В, занял последнее место с одной победой и двумя поражениями.
| Сезон | Турнир                           | Раунд          |
| ----- | -------------------------------- | -------------- |
| 2017  | Международный кубок Шейха Камала | Групповой этап |

## Достижения
- Чемпион Афганской Премьер-лиги (4): 2013, 2014, 2016, 2017
- Вице-чемпион Афганской Премьер-лиги (2): 2015, 2018

## Статистика выступлений
Статистика выступлений «Шахин Асмайе» по сезонам в Афганской Премьер-лиге.
| Сезон | Место |
| ----- | ----- |
| 2012  | 5     |
| 2013  | 1     |
| 2014  | 1     |
| 2015  | 2     |
| 2016  | 1     |
| 2017  | 1     |
| 2018  | 2     |
| 2019  | 2     |
| 2020  | 1     |

## Стадион
«Шахин Асмайе» проводит свои домашние матчи на стадионе «Гази» в Кабуле, вмещающего 25 тысяч зрителей, и являющегося крупнейшим стадионом страны.